# 平城煤炭工業大學
平城煤炭工業大學（：／），位於朝鲜民主主义人民共和国平安南道平城市，在1968年10月30日成立，原名為平南煤炭工业大学，1997年改為現名。該校前身是清津矿山冶金大学煤炭工程系，是朝鮮煤炭工业技术人才的培訓基地。2007年，該校有8个學系，另設實習工廠和實習煤礦。

## 院系設置
- 勘探系
- 无烟煤开采工程系
- 烟煤开采工程系
- 科学研究所
- 博士院